# Ford Cougar
Pour les articles homonymes, voir Cougar.
Ne doit pas être confondu avec Mercury Cougar.
 (août 2009).
La Ford Cougar est une automobile du constructeur automobile américain Ford, vendue de 1998 à 2001 en Europe. Également vendue en Amérique du Nord sous la marque Mercury de 1998 à 2002, elle est conçue à partir de la plateforme de la seconde génération de Ford Mondeo.

## Histoire

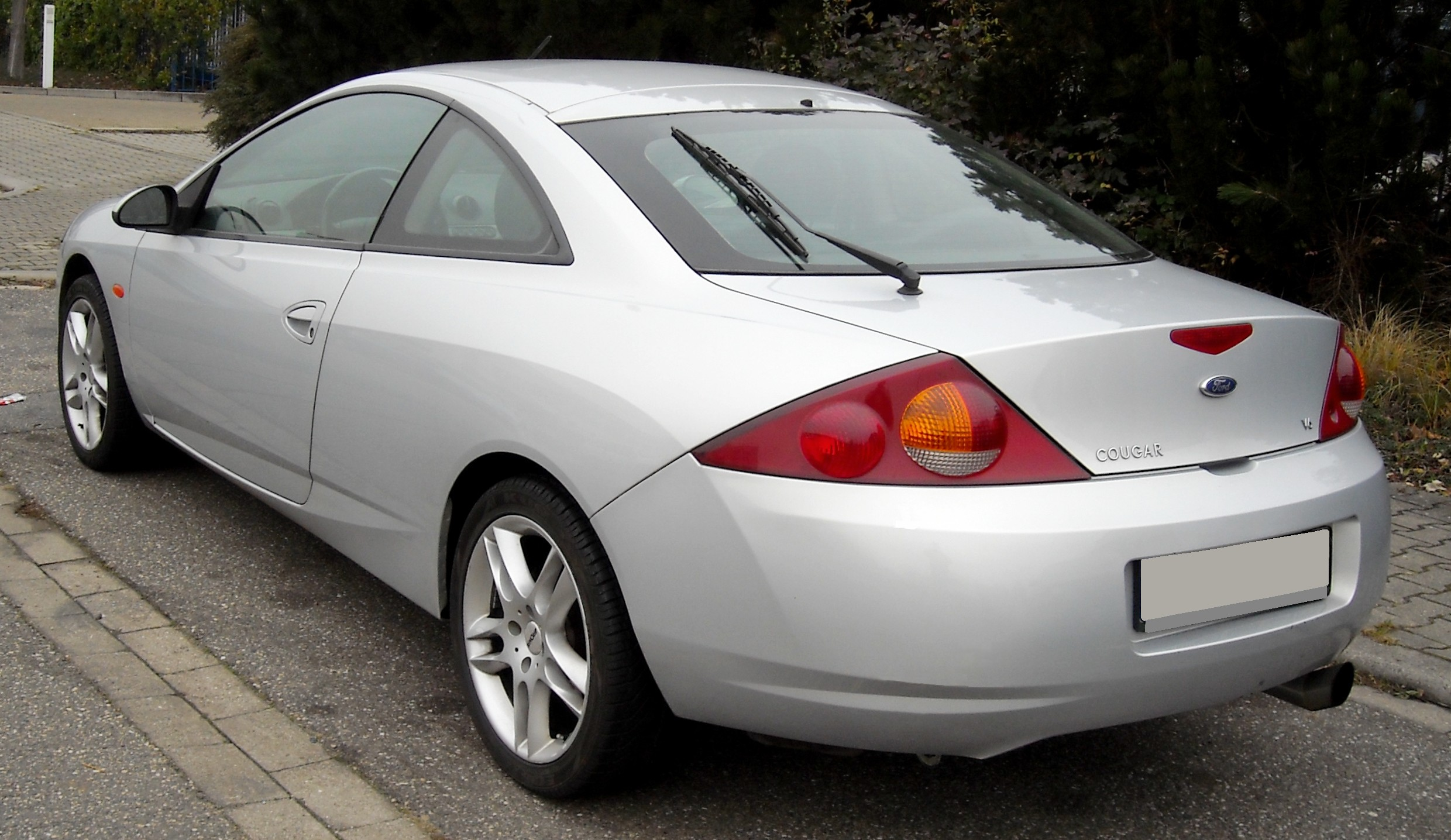
Ford Cougar 3/4 arrière

Il s'agissait là de la seconde tentative de Ford de réintroduire un coupé sportif sur le marché européen, dans la lignée de la Ford Capri qui fut un succès commercial en son temps; Contrairement à sa devancière, la seconde génération de Ford Probe qui partageait sa plateforme et ses motorisations avec la Mazda MX6, la Cougar est intégralement développée par Ford à partir de la plateforme de la seconde génération de Ford Mondeo (également nommée Contour sur le marché Nord-Américain).
La Ford Cougar est lancée en décembre 1998 en Europe face à des critiques mitigées, en partie en raison de l'extravagance de son dessin qui reprend les codes du courant stylistique initié par Ford à la fin des années 1990 et nommé New Edge, dont la première représentante fut la Ford Ka. Malgré un tarif abordable et des qualités routières reconnues par la presse automobile de l'époque, la Cougar sera un échec commercial en Europe.
Le design de la Cougar est signé par Claude Lobo, designer en chef de la filiale européenne de Ford à l'époque. L'une des particularités stylistiques de la Cougar est de proposer un coffre à hayon, ce qui en fait un coupé 3 portes à l'inverse de toutes ses concurrentes de l'époque.
La Ford Cougar européenne était assemblée, comme sa prédécesseur (indirecte) la Ford Probe, dans l'usine Ford de Flat Rock aux États-Unis. Après l'assemblage à proprement parler, les voitures destinées à être vendues en Europe et au Royaume-Uni étaient finies dans l'usine Ford de Cologne en Allemagne afin d'être équipées de leurs équipements européens spécifiques, incluant notamment l'éclairage, les badges Ford (les modèles de la marque Mercury étaient destinés au marché américain), et dans le cas des voitures du Royaume-Uni et de l'Australie, converties en conduite à droite.
En Angleterre, Ford a dévoilé la voiture en juillet 1998, lors du Grand Prix automobile de Grande-Bretagne à Silverstone. Les publicités télévisées présentaient un modèle argenté conduit par Dennis Hopper en raison de son apparition dans le film Easy Rider. En même temps, la chanson de 1968, "Born To Be Wild" de Steppenwolf, jouait, parce que cela a été présenté dans le film et la même scène que la publicité a recréée.
Son retrait du marché européen a eu lieu en août 2002 après son retrait de Grande-Bretagne en février 2001, et moins de 4 ans de carrière. Après les deux premières années de production, seulement 12 000 unités auraient été vendues au Royaume-Uni. À titre d'exemple, seules 3 232 Cougar seront vendues entre 1998 et 2002 en France ; un chiffre très faible comparé à sa principale concurrente sur le marché français, la Peugeot 406 Coupé écoulée à 49 927 exemplaires entre 1996 et 2004. Sortie en Australie en octobre 1999, la Cougar n'était livrée qu'avec le V6 Duratec de 2,5 L à 24 soupapes et a continué jusqu'en mars 2004.
À la suite de l'arrêt de la production de la Cougar, Ford restera en retrait du segment des coupés sur le marché européen jusqu'en 2015, année de commercialisation de la 6e génération de Mustang.

## Caractéristiques techniques

### Motorisations
- Cougar 2,0 L 16v L4 Zetec
- Cougar 2,5 L 24v V6 Duratec
- Cougar S (ST200) 2,5 L 24v V6 Duratec (non commercialisée en France)

La Cougar était équipée du moteur Zetec de 2,0 L à 16 soupapes ou du V6 Duratec de 2,5 L à 24 soupapes avec deux niveaux de spécifications, largement équivalents à une Mondeo Ghia (standard) et Ghia X (simplement X). Des transmissions manuelles et automatiques étaient disponibles. Toutes les variantes sont livrées de série avec des jantes en alliage de 16 pouces.

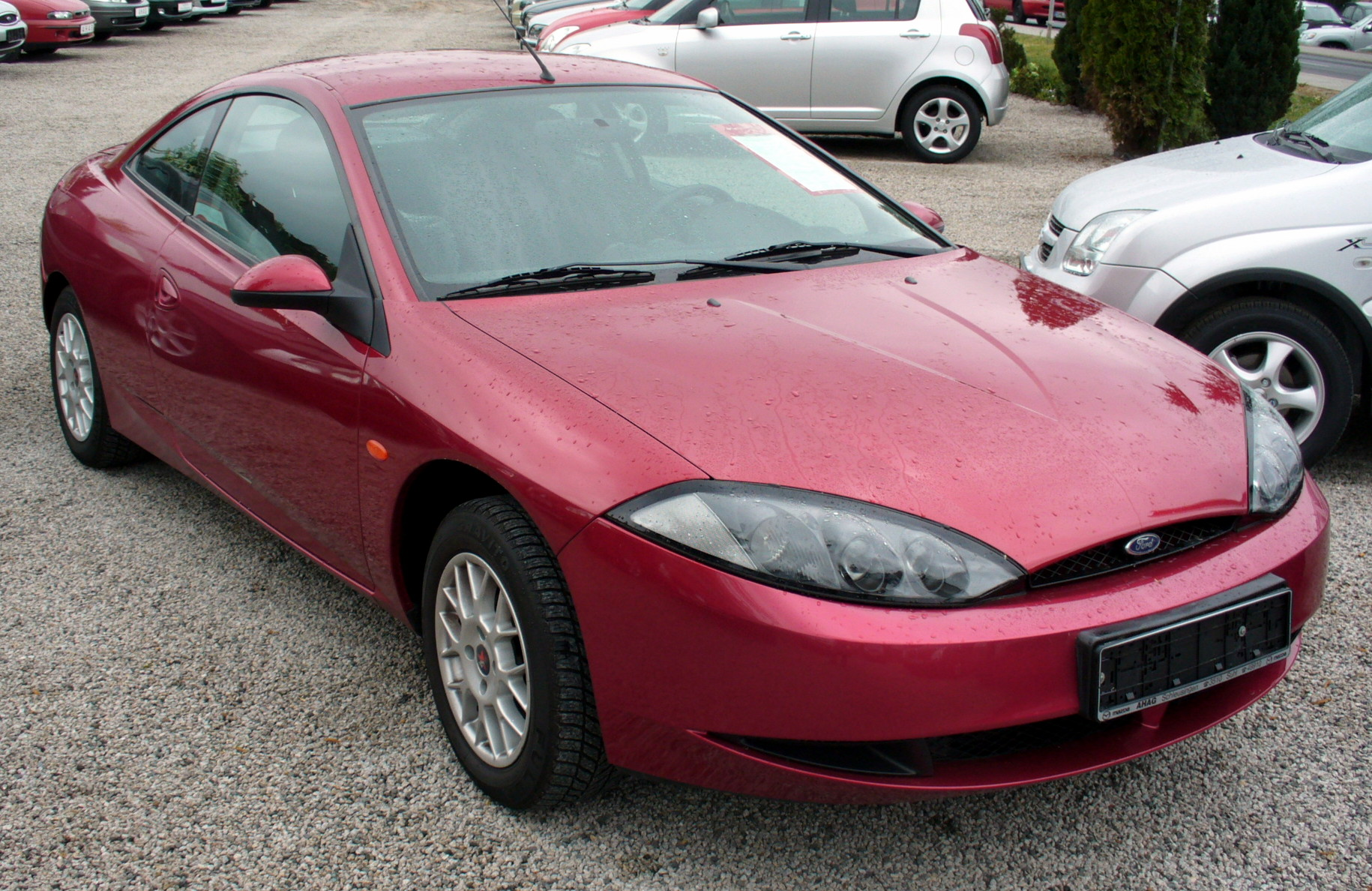
Ford Cougar en version européenne

La version de 2,0 L avait 96 kW (131 ch) en standard, tandis que la version de 2,5 L était évaluée à 125 kW (170 ch).
En France, seul le V6 existe en boîte automatique, cependant une série spéciale limitée à 500 exemplaires a existé en Amérique du Nord rassemblant le moteur 2,0 L et une boîte automatique.
Un troisième moteur peut être trouvé dans certaines Cougar, mais n'a jamais été monté d'origine. Il s'agit du 3,0 L V6 Duratec de 220 ch. Ce moteur est vendu séparément par certains revendeurs d'Amérique du Nord, il faut alors "swaper" son véhicule pour y intégrer le moteur. Aucune modification de la caisse n'est nécessaire d'après les revendeurs.
| Moteur             | Zetec EDBA                    | Duratec                                     | Duratec                                     | Duratec        |       |       |       |       |       |       |       |       |       |       |       |       |       |       |       |       |       |       |       |       |       |       |       |       |       |       |       |       |       |
| Cylindres/soupapes | R4/16                         | V6/24                                       | V6/24                                       | V6/24          | V6/24 | V6/24 | V6/24 | V6/24 | V6/24 | V6/24 | V6/24 | V6/24 | V6/24 | V6/24 | V6/24 | V6/24 | V6/24 | V6/24 | V6/24 | V6/24 | V6/24 | V6/24 | V6/24 | V6/24 | V6/24 | V6/24 | V6/24 | V6/24 | V6/24 | V6/24 | V6/24 | V6/24 | V6/24 |
| Cylindrée          | 1 988 cm3                     | 2 544 cm3 (2 495 cm3 à partir de juin 2000) | 2 544 cm3 (2 495 cm3 à partir de juin 2000) |                |       |       |       |       |       |       |       |       |       |       |       |       |       |       |       |       |       |       |       |       |       |       |       |       |       |       |       |       |       |
| Puissance maximale | 96 kW (131 ch) à 5 600 tr/min | 125 kW (170 ch) à 6 250 tr/min              | 125 kW (170 ch) à 6 250 tr/min              |                |       |       |       |       |       |       |       |       |       |       |       |       |       |       |       |       |       |       |       |       |       |       |       |       |       |       |       |       |       |
| Couple maximal     | 178 N m à 4 000 tr/min        | 220 N m à 4 250 tr/min                      | 220 N m à 4 250 tr/min                      |                |       |       |       |       |       |       |       |       |       |       |       |       |       |       |       |       |       |       |       |       |       |       |       |       |       |       |       |       |       |
| Entraînement       | Traction avant                | Traction avant                              | Traction avant                              | Traction avant |       |       |       |       |       |       |       |       |       |       |       |       |       |       |       |       |       |       |       |       |       |       |       |       |       |       |       |       |       |
| 0 à 100 km/h       | 10 s 3                        | 8 s 6                                       | 10 s 4                                      |                |       |       |       |       |       |       |       |       |       |       |       |       |       |       |       |       |       |       |       |       |       |       |       |       |       |       |       |       |       |
| Vitesse maximale   | 209 km/h                      | 225 km/h                                    | 206 km/h                                    |                |       |       |       |       |       |       |       |       |       |       |       |       |       |       |       |       |       |       |       |       |       |       |       |       |       |       |       |       |       |
| Poids norme UE     | 1 315 kg                      | 1 390 kg                                    | 1 410 kg                                    |                |       |       |       |       |       |       |       |       |       |       |       |       |       |       |       |       |       |       |       |       |       |       |       |       |       |       |       |       |       |
| Émissions de CO2   | 202 g/km                      | 228 g/km                                    | 240 g/km                                    |                |       |       |       |       |       |       |       |       |       |       |       |       |       |       |       |       |       |       |       |       |       |       |       |       |       |       |       |       |       |
| Années             | 1998–2002                     | 1998–2002                                   | 1998–2002                                   |                |       |       |       |       |       |       |       |       |       |       |       |       |       |       |       |       |       |       |       |       |       |       |       |       |       |       |       |       |       |

### Maniement
La voiture a été décrite par les critiques comme « exprimant sa puissance efficacement et (s'attaquant) aux routes sinueuses avec confiance ». Les roues standard avaient des pneus de 215 mm de large, ce qui a grandement contribué à ses capacités en virage.

### Suppléments
Une finition "X" était disponible avec le plus gros moteur; cela comprenait des sièges avant chauffants et en cuir rembourrés, avec réglage électrique à six voies pour le siège conducteur, et une radio RDS6000 de Ford à six haut-parleurs avec lecteur six CD.
Un pare-brise chauffant, une inclinaison électrique du volant, un toit ouvrant coulissant et une peinture métallisée sont disponibles moyennant un supplément et non inclus dans la finition "X".

### Sûreté et sécurité
Le kit de sécurité standard comprend des airbags conducteur, passager et latéraux, ainsi que des freins ABS et des ceintures de sécurité qui réduisent les blessures à la poitrine. La Cougar comprenait un dispositif d'antidémarrage du moteur, des systèmes de verrouillage central avec deux télécommande et une alarme.

## Différences versions US/Européennes
1. Phares avant et arrière
2. Motorisation (uniquement pour le 2,0 L d'où la différence de puissance, 120 ch aux États-Unis, 130 ch en Europe)
3. climatisation (manuelle pour États-Unis, et automatique pour l'Europe)
4. Jantes (existe en 15 pouces aux États-Unis)
5. Réglage de la hauteur des phares avant (uniquement pour l'Europe)
6. Pare-chocs arrière pour l'emplacement de la plaque d'immatriculation
7. Calandre (logo Mercury pour US et Ford pour UE)

La phase 2 existe principalement aux États-Unis mais aussi en Europe (peut être une centaine d’exemplaires pour les Européens).

## Anecdotes
- C'est Dennis Hopper qui en assura la promotion au travers d'une Publicité dans laquelle on peut le voir croiser son double "biker" issu du film Easy Rider.